# Fussball Club Luzern 2020-2021
Questa voce raccoglie le informazioni riguardanti il Fussball Club Luzern nelle competizioni ufficiali della stagione 2020-2021.

## Stagione
Nella stagione 2020-2021 il Lucerna, allenato da Fabio Celestini, concluse il campionato di Super League al 5º posto. In Coppa Svizzera il Lucerna vinse la finale con il San Gallo.

## Rosa
| N. |                        | Ruolo | Calciatore       |
| -- | ---------------------- | ----- | ---------------- |
| 1  | Svizzera (bandiera)    | P     | David Zibung     |
| 3  | Paesi Bassi (bandiera) | C     | Jordy Wehrmann   |
| 4  | Svizzera (bandiera)    | D     | Stefan Knežević  |
| 5  | Brasile (bandiera)     | D     | Lucas Alves      |
| 6  | Svizzera (bandiera)    | D     | Marco Bürki      |
| 7  | Senegal (bandiera)     | C     | Ibrahima N'Diaye |
| 8  | Germania (bandiera)    | C     | Tsiy Ndenge      |
| 9  | Serbia (bandiera)      | A     | Dejan Sorgić     |
| 10 | Austria (bandiera)     | C     | Louis Schaub     |
| 11 | Svizzera (bandiera)    | C     | Pascal Schürpf   |
| 13 | Rep. Ceca (bandiera)   | D     | Martin Frýdek    |
| 14 | Spagna (bandiera)      | C     | Álex Carbonell   |
| 15 | Germania (bandiera)    | C     | Marvin Schulz    |
| 16 | Turchia (bandiera)     | C     | Varol Tasar      |
| 17 | Svizzera (bandiera)    | D     | Simon Grether    |
| 18 | Svizzera (bandiera)    | P     | Raphael Radtke   |
| 19 | Svizzera (bandiera)    | C     | Filip Ugrinić    |

| N. |                     | Ruolo | Calciatore          |
| -- | ------------------- | ----- | ------------------- |
| 20 | Svizzera (bandiera) | C     | Tyron Owusu         |
| 21 | Svizzera (bandiera) | D     | Ashvin Balaruban    |
| 22 | Camerun (bandiera)  | A     | Yvan Alounga        |
| 23 | Ghana (bandiera)    | A     | Samuel Alabi        |
| 27 | Svizzera (bandiera) | D     | Christian Schwegler |
| 30 | Svizzera (bandiera) | C     | Ardon Jashari       |
| 31 | Kosovo (bandiera)   | C     | Lorik Emini         |
| 32 | Germania (bandiera) | P     | Marius Müller       |
| 34 | Svizzera (bandiera) | D     | Silvan Sidler       |
| 46 | Svizzera (bandiera) | D     | Marco Burch         |
| 70 | Svizzera (bandiera) | P     | Loïc Jacot          |
| 70 | Svizzera (bandiera) | C     | Julian Hermann      |
| 71 | Svizzera (bandiera) | A     | Lino Lang           |
| 72 | Svizzera (bandiera) | A     | Nenad Zivkovic      |
| 73 | Svizzera (bandiera) | A     | Aziz Binous         |
| 74 | Svizzera (bandiera) | A     | Ardi Molliqaj       |
| 75 | Svizzera (bandiera) | D     | Thoma Monney        |

## Organigramma societario
Area tecnica
- Allenatore: Fabio Celestini
- Allenatore in seconda: Genesio Colatrella, Claudio Lustenberger
- Preparatore dei portieri: Lorenzo Bucchi
- Preparatori atletici: Eric Schönfeld, Christian Schmidt

## Calciomercato

### Sessione estiva
| Acquisti | Acquisti         | Acquisti                     | Acquisti |
| R.       | Nome             | da                           | Modalità |
| -------- | ---------------- | ---------------------------- | -------- |
| D        | Martin Frýdek    | Sparta Praga                 |          |
| A        | Varol Tasar      | Servette                     |          |
| A        | Dejan Sorgić     | Auxerre                      |          |
| C        | Álex Carbonell   | Valencia B                   |          |
| A        | Samuel Alabi     | Ashdod                       |          |
| A        | Yvan Alounga     | Aarau                        |          |
| C        | Louis Schaub     | Colonia                      |          |
| C        | Daniel Follonier | Kriens                       |          |
| C        | Stefan Wolf      | Chiasso                      |          |
| C        | Tyron Owusu      | Team FC Luzern/SC Kriens U18 |          |
| C        | Filip Ugrinić    | Emmen                        |          |
| A        | Nenad Zivkovic   | Team FC Luzern/SC Kriens U18 |          |

| Cessioni | Cessioni            | Cessioni        | Cessioni |
| R.       | Nome                | a               | Modalità |
| -------- | ------------------- | --------------- | -------- |
| A        | Francesco Margiotta | Chievo          |          |
| C        | Daniel Follonier    | Kriens          |          |
| D        | Otar Kakabadze      | Tenerife        |          |
| C        | Idriz Voca          | Ankaragücü      |          |
| A        | Darian Males        | Inter           |          |
| A        | Eric Tia            | Neuchâtel Xamax |          |
| C        | David Mistrafović   | Kriens          |          |
| A        | Blessing Eleke      | Beerschot VA    |          |
| A        | Ryder Matos         | Udinese         |          |
| P        | Simon Enzler        | Aarau           |          |
| A        | Shkelqim Demhasaj   | Grasshoppers    |          |

### Sessione invernale
| Acquisti | Acquisti       | Acquisti  | Acquisti |
| R.       | Nome           | da        | Modalità |
| -------- | -------------- | --------- | -------- |
| C        | Jordy Wehrmann | Feyenoord |          |
| P        | Loïc Jacot     | Chiasso   |          |

| Cessioni | Cessioni     | Cessioni | Cessioni |
| R.       | Nome         | a        | Modalità |
| -------- | ------------ | -------- | -------- |
| A        | Mark Marleku | Kriens   |          |

## Risultati

### Super League

#### Prima fase, girone di andata
| Arbitro: | Schärer |

|                        |           |                   |
| Gerndt 20’ Bottani 32’ | Marcatori | 90’ (aut.) Čovilo |

| Arbitro: | Dudic |

|                         |           |                        |
| Schürpf 1’ Knežević 81’ | Marcatori | 6’ Monteiro 50’ Turkeš |

| Arbitro: | Bieri |

|                                     |           |                      |
| Cabral 11’ Zhegrova 36’ Stocker 77’ | Marcatori | 34’ Schaub 58’ Alves |

| Arbitro: | San |

|                        |           |                       |
| Sorgić 51’ Ugrinić 66’ | Marcatori | 5’ Ruiz 59’ Quintillà |

| Arbitro: | Schärer |

|                    |           |                   |
| Elia 58’ Nsame 69’ | Marcatori | 19’ (rig.) Schulz |

| Arbitro: | Tschudi |

|                               |           |  |
| Bamert 70’ (aut.) Alounga 81’ | Marcatori |  |

| Arbitro: | Fähndrich |

|                                          |           |  |
| Kololli 23’ (rig.) Marchesano 45’ (rig.) | Marcatori |  |

| Arbitro: | Jaccottet |

|            |           |                  |
| Sorgić 31’ | Marcatori | 87’ (rig.) Gajić |

| Arbitro: | San |

|              |           |                                   |
| Rouiller 77’ | Marcatori | 23’ Schaub 67’ Sorgić 79’ N'Diaye |

#### Prima fase, girone di ritorno
| Arbitro: | Schnyder |

|                              |           |                                           |
| Schulz 53’ (rig.) Sorgić 64’ | Marcatori | 19’ (rig.) Nsame 24’ Fassnacht 27’ Garcia |

| Arbitro: | Fähndrich |

|            |           |                      |
| Bamert 53’ | Marcatori | 72’ Sorgić 84’ Tasar |

| Lucerna 16 dicembre 2020, ore 18:15 CET 12ª giornata | Lucerna | 0 – 0 referto | Zurigo | swissporarena (0 spett.)\| Arbitro: \| Tschudi \| |
| Arbitro:                                             | Tschudi |               |        |                                                   |

| Arbitro: | Piccolo |

|                           |           |             |
| Guessand 52’ Zekhnini 57’ | Marcatori | 35’ Schürpf |

| Arbitro: | Bieri |

|             |           |                       |
| Schürpf 66’ | Marcatori | 23’ Cabral 36’ Kasami |

| Arbitro: | San |

|            |           |                     |
| Sorgić 53’ | Marcatori | 25’ (rig.) Custodio |

| Arbitro: | Horisberger |

|                          |           |            |
| Ruiz 58’ (rig.) Duah 72’ | Marcatori | 14’ Sorgić |

| Arbitro: | San |

|            |           |            |
| Giusto 90’ | Marcatori | 24’ Schaub |

| Arbitro: | Horisberger |

|                                   |           |  |
| Sorgić 45’ Schulz 56’, 72’ (rig.) | Marcatori |  |

#### Seconda fase, girone di andata
| Arbitro: | Bieri |

|                                               |           |                      |
| Fofana 11’ Kyei 18’ Rouiller 54’ Cespedes 67’ | Marcatori | 8’ Schaub 75’ Schulz |

| Arbitro: | Jaccottet |

|                                                |           |  |
| Schürpf 24’ Ugrinić 31’ Sorgić 60’ N'Diaye 78’ | Marcatori |  |

| Arbitro: | Dudic |

|                        |           |                                  |
| Čovilo 10’ Bottani 65’ | Marcatori | 45’ (rig.) Schulz 81’, 88’ Tasar |

| Arbitro: | Jaccottet |

|                        |           |                                   |
| Ugrinić 23’ Schulz 90’ | Marcatori | 71’ Fassnacht 87’ (aut.) Knežević |

| Arbitro: | Bieri |

|                |           |                     |
| Marchesano 78’ | Marcatori | 4’ Sorgić 6’ Schaub |

| Arbitro: | Horisberger |

|                                                           |           |                   |
| Muheim 40’ (aut.) Schürpf 65’ Sidler 70’ Tasar 81’ (rig.) | Marcatori | 4’ Duah 10’ Adamu |

| Arbitro: | San |

|                                               |           |            |
| Petretta 33’ Frei 74’ Zhegrova 88’ Durrer 90’ | Marcatori | 55’ Schaub |

| Arbitro: | Jaccottet |

|             |           |           |
| Ugrinić 78’ | Marcatori | 76’ Grgić |

| Arbitro: | Schnyder |

|                |           |             |
| Cunha 31’, 40’ | Marcatori | 71’ N'Diaye |

#### Seconda fase, girone di ritorno
| Arbitro: | San |

|                                   |           |                                        |
| Schaub 3’, 83’ (rig.) N'Diaye 64’ | Marcatori | 14’ Males 18’, 22’ Zhegrova 90’ Cabral |

| San Gallo 17 aprile 2021, ore 20:30 CEST 29ª giornata | San Gallo | 0 – 0 referto | Lucerna | Kybunpark (0 spett.)\| Arbitro: \| Tschudi \| |
| Arbitro:                                              | Tschudi   |               |         |                                               |

| Arbitro: | San |

|           |           |  |
| Tasar 90’ | Marcatori |  |

| Arbitro: | Bieri |

|                                             |           |          |
| N'Diaye 18’ Omeragić 76’ (aut.) Schürpf 90’ | Marcatori | 3’ Tosin |

| Arbitro: | Tschudi |

|               |           |                     |
| Lüchinger 13’ | Marcatori | 6’ Sorgić 12’ Burch |

| Arbitro: | Fähndrich |

|                                    |           |  |
| Ugrinić 59’ Sorgić 78’ N'Diaye 84’ | Marcatori |  |

| Arbitro: | San |

|           |           |           |
| Khasa 89’ | Marcatori | 49’ Tasar |

| Arbitro: | Fähndrich |

|                                                          |           |                      |
| Aebischer 35’ Fassnacht 47’, 60’ Nsame 74’ Spielmann 77’ | Marcatori | 9’ Grether 40’ Tasar |

| Arbitro: | Cibelli |

|                   |           |                   |
| Sorgić 78’ (rig.) | Marcatori | 31’ Ošs 57’ Opara |

### Coppa Svizzera
| Arbitro: | Schnyder |

|  |           |            |
|  | Marcatori | 58’ Schulz |

| Arbitro: | Fähndrich |

|             |           |                        |
| Bahloul 48’ | Marcatori | 61’ N'Diaye 68’ Schaub |

| Arbitro: | Bieri |

|            |           |                          |
| Lovrić 20’ | Marcatori | 79’ Schürpf 107’ N'Diaye |

| Arbitro: | Schärer |

|            |           |                      |
| Almeida 9’ | Marcatori | 4’ N'Diaye 74’ Tasar |

| Arbitro: | Tschudi |

|           |           |                                      |
| Adamu 42’ | Marcatori | 27’ N'Diaye 31’ Wehrmann 70’ Schürpf |

## Statistiche

### Statistiche di squadra
| Competizione   | Punti | In casa | In casa | In casa | In casa | In casa | In casa | In trasferta | In trasferta | In trasferta | In trasferta | In trasferta | In trasferta | Totale | Totale | Totale | Totale | Totale | Totale | DR |
| Competizione   | Punti | G       | V       | N       | P       | Gf      | Gs      | G            | V            | N            | P            | Gf           | Gs           | G      | V      | N      | P      | Gf     | Gs     | DR |
| -------------- | ----- | ------- | ------- | ------- | ------- | ------- | ------- | ------------ | ------------ | ------------ | ------------ | ------------ | ------------ | ------ | ------ | ------ | ------ | ------ | ------ | -- |
| Super League   | 46    | 18      | 7       | 7       | 4       | 36      | 23      | 18           | 5            | 3            | 10           | 26           | 36           | 36     | 12     | 10     | 14     | 62     | 59     | +3 |
| Coppa Svizzera | -     | 0       | 0       | 0       | 0       | 0       | 0       | 5            | 5            | 0            | 0            | 10           | 4            | 5      | 5      | 0      | 0      | 10     | 4      | +6 |
| Totale         | 46    | 18      | 7       | 7       | 4       | 36      | 23      | 23           | 10           | 3            | 10           | 36           | 40           | 41     | 17     | 10     | 14     | 72     | 63     | +9 |

### Andamento in campionato
| Giornata  | 1 | 2 | 3 | 4 | 5 | 6 | 7 | 8 | 9 | 10 | 11 | 12 | 13 | 14 | 15 | 16 | 17 | 18 | 19 | 20 | 21 | 22 | 23 | 24 | 25 | 26 | 27 | 28 | 29 | 30 | 31 | 32 | 33 | 34 | 35 | 36 |
| --------- | - | - | - | - | - | - | - | - | - | -- | -- | -- | -- | -- | -- | -- | -- | -- | -- | -- | -- | -- | -- | -- | -- | -- | -- | -- | -- | -- | -- | -- | -- | -- | -- | -- |
| Luogo     | T | C | T | C | T | C | T | C | T | C  | T  | C  | T  | C  | C  | T  | T  | C  | T  | C  | T  | C  | T  | C  | T  | C  | T  | C  | T  | C  | C  | T  | C  | T  | T  | C  |
| Risultato | P | N | P | N | P | V | P | N | V | P  | V  | N  | P  | P  | N  | P  | N  | V  | P  | V  | V  | N  | V  | V  | P  | N  | P  | P  | N  | V  | V  | V  | V  | N  | P  | P  |
| Posizione | 7 | 6 | 8 | 9 | 9 | 9 | 9 | 9 | 8 | 8  | 7  | 8  | 8  | 8  | 9  | 9  | 9  | 9  | 9  | 8  | 7  | 8  | 8  | 5  | 7  | 7  | 8  | 8  | 8  | 6  | 6  | 5  | 4  | 4  | 4  | 5  |

Legenda:

Luogo: C = Casa; T = Trasferta. Risultato: V = Vittoria; N = Pareggio; P = Sconfitta.

### Statistiche dei giocatori
| Giocatore    | Super League | Super League | Super League | Super League | Coppa Svizzera | Coppa Svizzera | Coppa Svizzera | Coppa Svizzera | Totale   | Totale | Totale      | Totale     |
| Giocatore    | Presenze     | Reti         | Ammonizioni  | Espulsioni   | Presenze       | Reti           | Ammonizioni    | Espulsioni     | Presenze | Reti   | Ammonizioni | Espulsioni |
| ------------ | ------------ | ------------ | ------------ | ------------ | -------------- | -------------- | -------------- | -------------- | -------- | ------ | ----------- | ---------- |
| S. Alabi     | 7            | 0            | 2            | 0            | 1              | 0              | 1              | 0              | 8        | 0      | 3           | 0          |
| Y. Alounga   | 25           | 1            | 2            | 0            | 2              | 0              | 0              | 0              | 27       | 1      | 2           | 0          |
| L. Alves     | 22           | 1            | 1            | 1            | 3              | 0              | 0              | 0              | 25       | 1      | 1           | 1          |
| A. Balaruban | 6            | 0            | 0            | 0            | 1              | 0              | 0              | 0              | 7        | 0      | 0           | 0          |
| A. Binous    | 0            | 0            | 0            | 0            | 0              | 0              | 0              | 0              | 0        | 0      | 0           | 0          |
| M. Burch     | 18           | 1            | 4            | 0            | 4              | 0              | 0              | 0              | 22       | 1      | 4           | 0          |
| M. Bürki     | 5            | 0            | 2            | 0            | 0              | 0              | 0              | 0              | 5        | 0      | 2           | 0          |
| Á. Carbonell | 9            | 0            | 2            | 1            | 0              | 0              | 0              | 0              | 9        | 0      | 2           | 1          |
| L. Emini     | 28           | 0            | 8            | 0            | 2              | 0              | 0              | 0              | 30       | 0      | 8           | 0          |
| M. Frýdek    | 30           | 0            | 3            | 1            | 4              | 0              | 2              | 0              | 34       | 0      | 5           | 1          |
| S. Grether   | 13           | 1            | 2            | 0            | 5              | 0              | 1              | 0              | 18       | 1      | 3           | 0          |
| J. Hermann   | 0            | 0            | 0            | 0            | 0              | 0              | 0              | 0              | 0        | 0      | 0           | 0          |
| L. Jacot     | 0            | 0            | 0            | 0            | 0              | 0              | 0              | 0              | 0        | 0      | 0           | 0          |
| A. Jashari   | 0            | 0            | 0            | 0            | 0              | 0              | 0              | 0              | 0        | 0      | 0           | 0          |
| O. Kakabadze | 1            | 0            | 0            | 0            | 0              | 0              | 0              | 0              | 1        | 0      | 0           | 0          |
| S. Knežević  | 34           | 1            | 6            | 0            | 4              | 0              | 1              | 0              | 38       | 1      | 7           | 0          |
| L. Lang      | 5            | 0            | 0            | 0            | 1              | 0              | 0              | 0              | 6        | 0      | 0           | 0          |
| F. Margiotta | 0            | 0            | 0            | 0            | 1              | 0              | 0              | 0              | 1        | 0      | 0           | 0          |
| M. Marleku   | 1            | 0            | 0            | 0            | 1              | 0              | 0              | 0              | 2        | 0      | 0           | 0          |
| A. Molliqaj  | 0            | 0            | 0            | 0            | 0              | 0              | 0              | 0              | 0        | 0      | 0           | 0          |
| T. Monney    | 0            | 0            | 0            | 0            | 0              | 0              | 0              | 0              | 0        | 0      | 0           | 0          |
| M. Müller    | 34           | 0            | 3            | 0            | 5              | 0              | 0              | 0              | 39       | 0      | 3           | 0          |
| I. N'Diaye   | 35           | 6            | 6            | 0            | 5              | 4              | 2              | 0              | 40       | 10     | 8           | 0          |
| T. Ndenge    | 8            | 0            | 2            | 0            | 0              | 0              | 0              | 0              | 8        | 0      | 2           | 0          |
| T. Owusu     | 0            | 0            | 0            | 0            | 0              | 0              | 0              | 0              | 0        | 0      | 0           | 0          |
| R. Radtke    | 0            | 0            | 0            | 0            | 0              | 0              | 0              | 0              | 0        | 0      | 0           | 0          |
| L. Schaub    | 32           | 8            | 4            | 0            | 4              | 1              | 0              | 0              | 36       | 9      | 4           | 0          |
| M. Schulz    | 22           | 7            | 1            | 0            | 1              | 1              | 1              | 0              | 23       | 8      | 2           | 0          |
| C. Schwegler | 20           | 0            | 5            | 0            | 3              | 0              | 1              | 0              | 23       | 0      | 6           | 0          |
| P. Schürpf   | 31           | 6            | 6            | 0            | 5              | 2              | 1              | 0              | 36       | 8      | 7           | 0          |
| S. Sidler    | 26           | 1            | 5            | 0            | 3              | 0              | 0              | 0              | 29       | 1      | 5           | 0          |
| D. Sorgić    | 31           | 13           | 3            | 0            | 2              | 0              | 0              | 0              | 33       | 13     | 3           | 0          |
| V. Tasar     | 30           | 7            | 5            | 0            | 4              | 1              | 0              | 0              | 34       | 8      | 5           | 0          |
| F. Ugrinić   | 33           | 5            | 8            | 0            | 3              | 0              | 0              | 0              | 36       | 5      | 8           | 0          |
| I. Voca      | 1            | 0            | 1            | 0            | 1              | 0              | 0              | 0              | 2        | 0      | 1           | 0          |
| J. Wehrmann  | 19           | 0            | 3            | 0            | 4              | 1              | 1              | 0              | 23       | 1      | 4           | 0          |
| D. Zibung    | 2            | 0            | 1            | 0            | 0              | 0              | 0              | 0              | 2        | 0      | 1           | 0          |
| N. Zivkovic  | 0            | 0            | 0            | 0            | 0              | 0              | 0              | 0              | 0        | 0      | 0           | 0          |